# Al-Fatiha

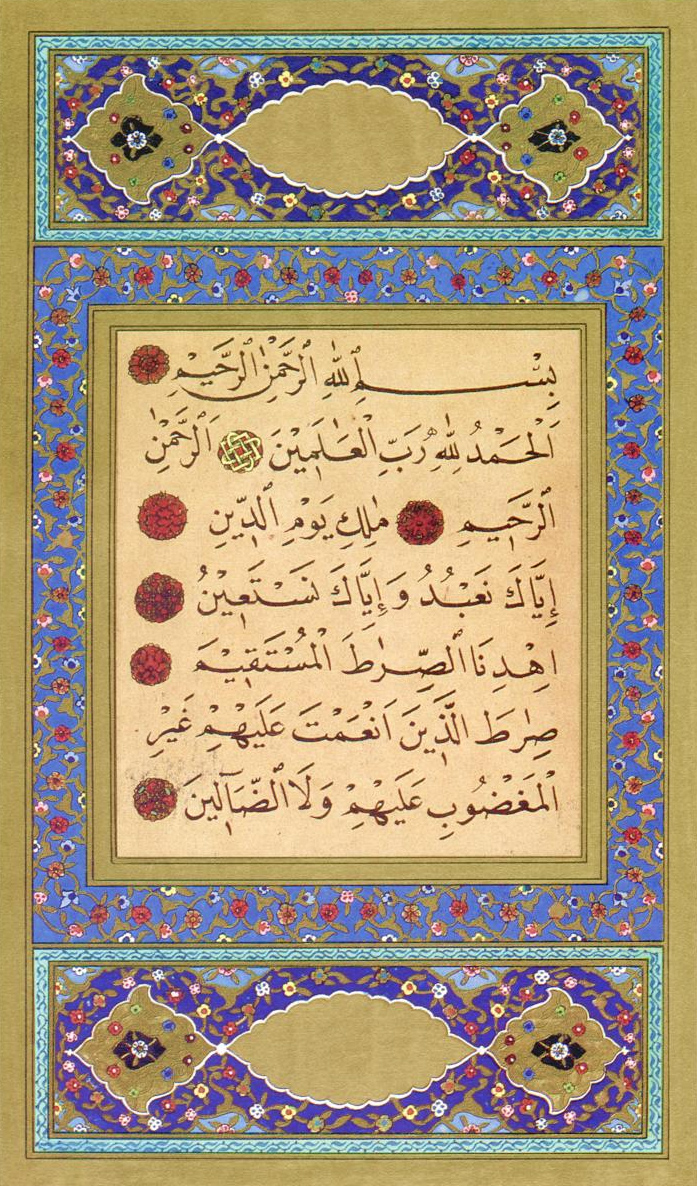
Al-Fâtihah, Koranens första sura (kapitel) i ett manuskript skrivet med arabisk kalligrafi

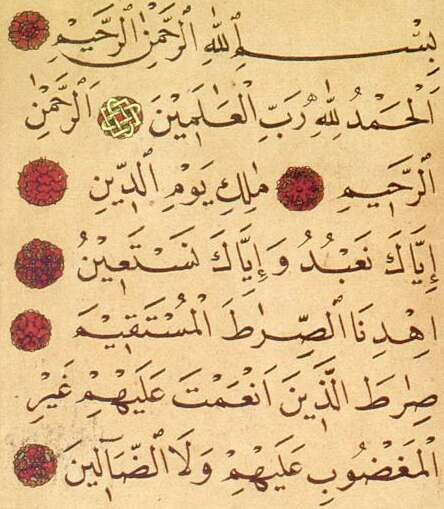
Detalj ur ovanstående manuskript.

al-Fâtihah (arabiska: الفاتحة, "Ingressen", "öppningen", "det öppnande"), är den första suran (kapitlet) i Koranen. Den innehåller sju verser och är speciellt viktig eftersom den inleder varje avsnitt i bönen ("rakaʿah"). Den som ber fem gånger om dagen reciterar därför suran minst 17 gånger per dag.
De 114 surorna (kapitlen) i Koranen är i stort sett indelade så att de längsta kommer först och de kortaste sist. al-Fâtihah är undantagen denna regel då den är en av de kortaste surorna och inleder Koranen. Suran kallas även bland annat Fātihat al-Kitāb ("Ingressen till Skriften"), Umm al-Kitāb ("Skriftens moder"), Umm al-Quran ("Koranens moder") och al-Hamd ("Prisningen").
Här följer al-Fâtihah med arabisk kalligrafi (vilken läses från höger till vänster), transkriberad arabisk text samt i auktoriserad översättning till svenska av Mohammed Knut Bernström (ingen översättning av Koranen betraktas dock som helt korrekt). Innan man börjar läsa säger man i rituella sammanhang at-Ta'awwudh: "Jag söker skydd hos Gud, från Satan, den utstötte", (a'ūdhu bi'Llāhi mina'sh-shaytāni'r-rajīm).
| 1. | بسم الله الرحمن الرحيم                              | bismi'Llāhi'r-Rahmāni'r-Rahīm                                                 | I Guds, den Nåderikes, den Barmhärtiges namn                                                                                    |
| 2. | الحمد لله رب العلمين                                | al-hamdu li'Llāhi Rabbi'l-ʿālamīn                                             | Lov och pris tillkommer Gud, världarnas Herre,                                                                                  |
| 3. | الرحمن الرحيم                                       | ar-Rahmāni'r-Rahīm                                                            | den Nåderike, den Barmhärtige,                                                                                                  |
| 4. | ملك يوم الدين                                       | Māliki yawmi'd-dīn                                                            | som allsmäktig råder över Domens dag!                                                                                           |
| 5. | اياك نعبد واياك نستعين                              | iyyāKa na'budū wa iyyāKa nasta'īn                                             | Dig tillber vi; Dig anropar vi om hjälp.                                                                                        |
| 6. | اهدنا الصرط المستقيم                                | ihdinā's sirāta'l-mostaqīm                                                    | Led oss på den raka vägen – |
| 7. | صرط الذين انعمت عليهم غير المغضوب عليهم ولا الضالين | sirāta'l-ladhīna an'amta 'alayhim ghayri'l-maghdūbi 'alayhim wa-la'dh-dhāllīn | den väg de vandrat som Du har välsignat med Dina gåvor; inte de som har drabbats av [Din] vrede och inte de som har gått vilse! |

Uppläsningen av suran följs vid den muslimska tidebönen (salah) av "ameen" enligt sunnimuslimer. Shiamuslimer säger då istället "al-Hamdu Lillahi Rabbil-'Alamin".

## Tafsir (korantolkning)
Båda orden al-Rahman (den Nåderike) och al-Rahim (den Barmhärtige) är adjektiv och kommer från al-rahmah (barmhärtighet). Enligt vissa korantolkare refererar al-Rahman till Guds generella barmhärtighet som skänks till alla skapelser, inklusive troende och icke-troende, bra och onda personer. Ordet al-Rahim refererar till den specifika barmhärtigheten som endast skänks till troende, lydande tjänare.